# جان رومیتا سینیور
جان رومیتا، پدر (انگلیسی: John Romita, Sr.) (زادهٔ ۲۴ ژانویهٔ ۱۹۳۰ – درگذشتهٔ ۱۲ ژوئن ۲۰۲۳) یک هنرمند کتاب‌های کمیک آمریکایی بود. وی بیشتر برای فعالیتش در انتشارات مارول کامیکس مخصوصاً در داستان‌های مرد عنکبوتی شگفت‌انگیز شناخته می‌شود.
جان رومیتا، پدر جان رومیتا، پسر بود.